# 사사고 터널 (도로)
사사고 터널(일본어: 笹子トンネル, ささごトンネル 사사고톤네루[*])은 주오 자동차도의 오쓰키 분기점(야마나시현 오쓰키시) ~ 가쓰누마 나들목(야마나시현 고슈시) 사이에 있는 터널이다.
주오 자동차도에서는 에나산 터널 다음으로 2번째로 긴 터널이자, 위험물 적재차량이 주행가능한 터널로는 일본에서 가장 긴 터널이기도 하다.
배기가스의 증가에 의한 터널 내부의 공기가 탁하지 않기 위해 최대구배는 2%로 되어 있다. 터널 내의 환기는 횡류환기방식이었는데, 최근 붕괴사고로 천장판이 철거되어 제트팬이 설치된 종류식으로 개조되었다. 또한 서행이 자주 발생하고 있으며, 주말과 공휴일에 상하행선 양방행 10 km 이상의 긴 정체가 자주 일어나기 쉽다.
또한, 상행선은 고보토케 터널을 선두에 두고 이 터널까지 정체되는 경우도 있다.
고속도로 상행선(도쿄 방향)은 예전에 주말이나 공휴일 오후쯤이 되면 터널 앞(고후 측)에서 차선규제를 하는 경우가 있었는데, 바로 오쓰키 나들목의 끝에 있는 나카노 터널을 선두로 하는 정체가 사사고 터널까지 이어지는 경우가 있었기 때문이며, 추돌 사고의 위험이나 터널 내부의 환경악화의 염려 때문이었다. 이 대책으로 의도적으로 사사고 터널 앞에서 정체 지점을 만들고, 교통량을 좁히는 것에 의해 터널 내에서 정체를 발생시키지 않는 방법에 대해 연구를 한 결과, 지금은 우에노하라 나들목 ~ 오쓰키 나들목 간의 상행선 터널을 한 쪽 3차선을 동시에 구배를 억제한 새 노선으로 이설했기 때문에 나카노 터널을 선두로 하는 정체는 해소되었고 이 조치가 지금은 시행하지 않게 되었다.
일반적으로 이 터널내의 최고 제한속도는 시속 70km다.
5년에 한번 이 터널을 정기 점검을 하고 있다.

### 길이
- 상행 4,784m
- 하행 4,717m
- (쌍굴로서 편도 2차로)

### 연혁
- 1975년 : 완공
- 1977년 12월 20일 : 공용개시[1]
- 2005년 10월 1일 : 일본도로공단 민영화에 의해 관리사를 중일본 고속도로 주식회사에 이관
- 2012년 12월 2일 : 상행선(도쿄 방면)에서, 천장이 붕괴되는 사고가 발생.[2] 붕괴 사고를 참조.

### 붕괴 사고
2012년 12월 2일 오전 8시경, 주오 자동차도 사사고 터널 상행선(도쿄 방면) 터널 출구로부터 약 1.7 km 정도 떨어전 곳에서 붕괴 사고가 발생했다. 두께 8 cm, 세로 5m, 가로 1.2m, 무게 1.1t에 이르는 천장판이 50~60m 정도 떨어져 주행중인 차량을 덮쳐, 무너진 천장에 깔린 차량의 일부에서 화재가 발생했다.
이 사고로 9명이 사망했으며, 사망자의 시신 중 8구는 불에 타 훼손된 것으로 확인되었다.
요미우리 신문은 NEXCO 중일본이 2012년 9월에 이 터널에 대한 안전검사를 했지만 이상을 찾아내지 못했다고 보도되었다.

### 구간
(10)오쓰키 나들목/ (11)오쓰키 분기점 - 하쓰카리 간이 휴게소 - 사사고 터널 - (12)가쓰누마 나들목

## 같이 보기
- 상주영천고속도로 연쇄 추돌 사고
- 블랙아이스